# Stockholms läns västra domsaga
Stockholms läns västra domsaga, före 1870 benämnd Långhundra, Seminghundra, Vallentuna och Ärlinghundra häraders domsaga, var en domsaga i Stockholms län. Den bildades 1844 och upplöstes 1971 i samband med tingsrättsreformen i Sverige. Domsagan överfördes då som domkrets till Stockholms läns västra tingsrätt.
Domsagan lydde under Svea hovrätts domkrets.

## Tingslag
Den 1 januari 1885 (enligt beslut den 20 juli 1883 och den 27 juni 1884) slogs samtliga tingslag i domsagan ihop för att bilda Stockholms läns västra domsagas tingslag.

### Från 1844
- Långhundra tingslag
- Seminghundra tingslag
- Vallentuna tingslag
- Ärlinghundra tingslag

### Från 1885
- Stockholms läns västra domsagas tingslag

## Häradshövdingar
- 1844–1845 Fredrik Böök
- 1846–1876 Carl Ludvig Molin
- 1877–1892 Sven Peter Walberg
- 1892–1916 Bernhard Herman Rohtlieb
- 1916–1939 Karl Gustaf Theodor Borell
- 1939–1940 Fritz Harry Ivrell (tillförordnad)
- 1941–1943 Johan Oscar Hagander
- 1943–1948 Ove Gustaf Gabriel Hesselgren
- 1949–1952 Sven Martin Nyström
- 1952–1958 Per Olof Palmquist
- 1959–1970 Gösta Thulin

## Valkrets för val till andra kammaren
Mellan andrakammarvalen 1866 och 1908 utgjorde Stockholms läns västra domsaga en valkrets: Stockholms läns västra domsagas valkrets. Valkretsen avskaffades vid införandet av proportionellt valsystem inför valet 1911 och uppgick då i Stockholms läns norra valkrets.

### Fotnoter
1. ↑   (PDF) Bidrag till Sveriges officiella statistik. A. Befolkningsstatistik Statistiska centralbyråns underdåniga berättelse för år 1890. Andra afdelningen: Areal och folkmängd för särskilda administrativa, judiciela och ecklesiastika områden jämte uppgifter om främmande trosbekännare. Stockholm: Statistiska centralbyrån. 1894. sid. 3. Arkiverad från originalet den 2 oktober 2014. https://www.webcitation.org/6T1l4UijN?url=http://www.scb.se/H/BISOS%201851-1917/BISOS%20A%20Befolkning%201851-1910/Befolkning-A-1890-andra.pdf. Läst 2 oktober 2014 Arkiverad 3 december 2013 hämtat från the Wayback Machine.